# スロックモートン郡 (テキサス州)
スロックモートン郡（スロックモートンぐん、英: Throckmorton County）は、アメリカ合衆国テキサス州の北部に位置する郡である。2010年国勢調査での人口は1,641人であり、2000年の1,850人から11.3%減少した。郡庁所在地はスロックモートン町（人口828人）であり、同郡で人口最大の町でもある。スロックモートン郡は1879年に設立され、郡名は、コリン郡の初期開拓者ウィリアム・スロックモートンに因んで名付けられた。スロックモートン郡はテキサス州に30ある禁酒郡（ドライ）の1つである。

## 歴史
スロックモートン郡となった地域を最初に旅したヨーロッパ人は、スペイン人探検家ペドロ・ビアルだと考えられている。ビアルは1786年にブラゾス川のクリア支流と本流の間を通過し、サンアントニオやサンタフェに直接至る道を探していた。その後に記録に残る活動と言えば1849年になってからのことであり、J・E・ジョンソン中尉が率いたアメリカ陸軍護衛部隊の指揮官ランドルフ・B・マーシー大尉が通過したことだった。
1837年、テキサス共和国がファニン郡を設立し、その中に現在のスロックモートン郡域も含まれていた。1858年、スロックモートン郡が正式に設立された。ウィリアムズバーグの町が郡庁所在地に指定された。郡名はテキサス州北部の初期開拓者で、ジェイムズ・W・スロックモートン（後のテキサス州知事）の父だったウィリアム・E・スロックモートンに因んで名付けられた。郡の組織ができたのは1879年になってからであり、スロックモートンの町が郡庁所在地に指定された。
1854年、マーシー大尉が戻ってきて、インディアン居留地として適当な場所を探した。ブラゾス川のクリア支流に隣接する土地を測量し、後にコマンチ・インディアン居留地と呼ばれるようになる場所を確立した。この居留地は川の両岸からそれなりの幅で広がり、面積は約25,000エーカー (100 km2) あった。その場所は水量が豊富であり、狩猟ができたので理想的なものだった。マーシーはコマンチ族インディアンの南部バンドであるテカムセの指導者達やサナコと会見し、居留地への移動を説得したので、移住は1855年に始まった。1856年1月、アルバート・シドニー・ジョンストン大佐がクリア支流の岸にキャンプ・クーパー（サミュエル・クーパーに因む）を設立し、居留地の保護にあたった。1856年4月9日から1857年7月22日までは、ロバート・E・リー大尉がキャンプの指揮官を務めた。1859年、コマンチ・インディアン居留地に住んでいた人々が追い出され、オクラホマのインディアン準州に移動させられた。1861年、南北戦争が始まる数ヶ月前に、北部と南部の間の緊張関係に直面した連邦軍はキャンプ・クーパーを放棄した。
1847年から南北戦争開戦までに、幾らかの開拓者が郡内に入ってきており、大半はキャンプ・クーパーの近辺に住んでいた。キャンプが放棄されると、開拓者の大半は北部コマンチ族インディアンからの保護を目的とした砦防衛線に東側に移動した。
1858年、バターフィールド陸路郵便の駅馬車線が運営を始め、郡内には中継所が2か所できた。1つはフランズ駅と呼ばれ、もう1つはブラゾス川のクリア支流東岸のブラゾスクリア支流駅であり、スロックモートン郡南西部ラムシェッド・クリークとの合流点に近かった。
南北戦争後、1867年にブラゾス川のクリア支流沿い、スロックモートン郡とシャックルフォード郡境の直ぐ南にグリフィン砦が設立された。連邦軍が駐屯したことで、昔の開拓者が郡内に戻り、新しい開拓者も多く入ってきた。最初の開拓地はクリア支流に沿っており、自然環境が最適で、野生生物も多かった。地域をバッファローの大群が徘徊し、狩猟者がグリフィン砦を本拠地にした。最初の開拓者は広い土地を意のままにする牛飼いであり、グレートウェスタン・キャトル・トレイルに沿って北に牛を移動させた。その後、農夫が地域を測量して入り、小さな土地を農場にした。
連邦軍は1881年にグリフィン砦を放棄した。このことでこの地域がフロンティアであった時代も終わった。
スロックモートン郡の初代保安官はグレン・レイノルズだった。レイノルズは後にアリゾナ州に移動し、ヒラ郡グローブの保安官に選ばれた。1889年11月2日、レイノルズはユマの州立刑務所にアパッチ族インディアンの囚人を送っていったときに、ケルビン郊外でインディアンに襲われ、副保安官のウィリアムズ・ホームズと共に殺された。これら囚人の一人は悪名高いアパッチ・キッドだった。
新聞の記事に拠れば、この地域はリンチが行われたことがあったために、アフリカ系アメリカ人にとっては「行ってはいけない地帯」だった。

## 地理
アメリカ合衆国国勢調査局に拠れば、郡域全面積は915平方マイル (2,371 km2)であり、このうち陸地912平方マイル (2,363 km2)、水域は3平方マイル (8 km2)で水域率は0.34%である。

### 主要高規格道路
- アメリカ国道183号線
- アメリカ国道283号線
- アメリカ国道380号線
- テキサス州道79号線
- テキサス州道222号線

### 隣接する郡
- ベイラー郡 - 北
- ヤング郡 - 東
- スティーブンズ郡 - 南東
- シャックルフォード郡 - 南
- ハスケル郡 - 西
- アーチャー郡 - 北西

## 人口動態

### 2010年国勢調査
基礎データ
- 人口: 1,641人
- 住居数: 1,079軒

人種別人口構成
- 白人: 94.8%
- アフリカン・アメリカン: 0.1%
- ネイティブ・アメリカン: 0.7%
- アジア人: 0.4%
- その他の人種: 2.6%
- 混血: 0.8%
- ヒスパニック・ラテン系: 9.3%

### 2000年国勢調査
以下は2000年の国勢調査による人口統計データである。
| 基礎データ - 人口: 1,850人 - 世帯数: 765 世帯 - 家族数: 534 家族 - 人口密度: 1人/km2（2人/mi2） - 住居数: 1,066軒 - 住居密度: 0軒/km2（1軒/mi2） 人種別人口構成 - 白人: 92.11% - アフリカン・アメリカン: 0.05% - ネイティブ・アメリカン: 0.43% - アジア人: 0.05% - その他の人種: 5.57% - 混血: 1.78% - ヒスパニック・ラテン系: 9.35% 年齢別人口構成 - 18歳未満: 25.2% - 18-24歳: 5.7% - 25-44歳: 22.9% - 45-64歳: 25.7% - 65歳以上: 20.5% - 年齢の中央値: 42歳 - 性比（女性100人あたり男性の人口） - 総人口: 97.2 - 18歳以上: 93.0 | 世帯と家族（対世帯数） - 18歳未満の子供がいる: 29.2% - 結婚・同居している夫婦: 58.8% - 未婚・離婚・死別女性が世帯主: 8.2% - 非家族世帯: 30.1% - 単身世帯: 28.0% - 65歳以上の老人1人暮らし: 16.6% - 平均構成人数 - 世帯: 2.39人 - 家族: 2.92人 収入と家計 - 収入の中央値 - 世帯: 28,277米ドル - 家族: 34,563米ドル - 性別 - 男性: 22,837米ドル - 女性: 19,485米ドル - 人口1人あたり収入: 17,719米ドル - 貧困線以下 - 対人口: 13.5% - 対家族数: 11.4% - 18歳未満: 19.6% - 65歳以上: 7.5% |

## 都市と町
- エルバート
- スロックモートン - 郡庁所在地
- ウッドソン